# ليندا إيفانجيليستا
ليندا إيفانجليستا (بالإنجليزية: Linda Evangelista)‏، عارضة أزياء كندية ولدت في يوم 10 مايو 1963 في مدينة سانت كاثرين، أونتاريو في كندا ظهرت صورها على غلاف أكثر من 600 مجلة في العالم ومعظم عملها كان مع مصور الأزياء ستيفن مايسل، ويقال بأن ليندا تقبض 10,000$ خلال اليوم الواحد.

## روابط خارجية
- ليندا إيفانجيليستا على موقع IMDb (الإنجليزية)
- ليندا إيفانجيليستا على موقع الموسوعة البريطانية (الإنجليزية)
- ليندا إيفانجيليستا على موقع ميوزك برينز (الإنجليزية)
- ليندا إيفانجيليستا على موقع إن إن دي بي (الإنجليزية)
- ليندا إيفانجيليستا على موقع ديسكوغز (الإنجليزية)
- ليندا إيفانجيليستا على موقع قاعدة بيانات الفيلم (الإنجليزية)
- ليندا إيفانجيليستا على موقع دليل عارضات الأزياء (الإنجليزية)